# Догана Векија (Белуно)
Догана Векија (итал. Dogana Vecchia) је насеље у Италији у округу Белуно, региону Венето.
Према процени из 2011. у насељу је живело 10 становника. Насеље се налази на надморској висини од 1114 м.